# Filtrace za studena
Filtrace za studena je metoda používaná při výrobě whisky k odstranění drobných částic. Metoda se používá z estetických důvodů, jelikož se díky ní odstraní částice, které se jinak při určitých teplotách srážejí a způsobují lehký zákal. Nicméně mnozí znalci tvrdí, že whisky díky tomu přichází o množství chuťových odstínů.

## Postup
Filtrace se používá u whisky s obsahem alkoholu 46% nebo méně (u whisky s větším obsahem alkoholu se zákal neobjevuje, tudíž u ní nemá filtrace smysl) a spočívá v zchlazení whisky na teplotu 0 °C u jednosladové whisky, respektive −4 °C u míchané whisky. Důvod pro rozdílnou teplotu spočívá v tom, že u míchané whisky se používá whisky vyrobená z obilí, která přirozeně obsahuje méně mastných kyselin. Takto zchlazená whisky následně pod určitým tlakem prochází soustavou kovových a papírových filtrů, díky nímž se z whisky odstraní mastné kyseliny, estery a proteiny, které vznikají při destilaci a částečně se do whisky dostávají i během zrání v sudech.
Mezi faktory ovlivňující úroveň filtrace patří teplota, počet použitých filtrů, tlak a rychlost, kterou whisky filtry prochází.